# Gur i Zi
Guri i Zi is een plaats en voormalige gemeente in de stad (bashkia) Shkodër in de prefectuur Shkodër in Albanië. Sinds de gemeentelijke herindeling van 2015 doet Guri i Zi dienst als deelgemeente en is het een bestuurseenheid zonder verdere bestuurlijke bevoegdheden. De plaats telde bij de census van 2011 8085 inwoners.

## Bevolking
In de volkstelling van 2011 telde de (voormalige) gemeente Guri i Zi 8.085 inwoners, een daling vergeleken met 9.586 inwoners op 1 april 2001. De bevolking bestond grotendeels uit etnische Albanezen (95,56%), gevolgd door kleinere aantallen Grieken en Macedoniërs.

### Religie
De grootste religie in Guri i Zi was de Katholieke Kerk: 5364 van de 8085 inwoners waren katholiek, oftewel 66% van de bevolking. De grootste minderheidsreligie was de islam, met 2423 aanhangers oftewel 30% van de bevolking.
| Plaats    | Bevolking (2011) | Islam (%)      | Katholiek (%)  | Orthodox (%) | Bektashisme (%) |
| --------- | ---------------- | -------------- | -------------- | ------------ | --------------- |
| Guri i Zi | 8.085            | 2.423 (29,97%) | 5.364 (66,35%) | 6 (0,07%)    | 6 (0,07%)       |